# Renate Fischer (Linguistin)
Renate Fischer (* 1952 in Berlin) ist eine deutsche Linguistin.

## Leben
Nach der Promotion (Zur Variabilität des Sprachgebrauchs bei Aphasie) in Hamburg 1983 lehrte sie von 1994 bis 2015 als Professorin (C3) für Linguistik der Gebärdensprache mit den Schwerpunkten Lexikographie und Geschichte an der Universität Hamburg.

## Schriften (Auswahl)
- Zur Variabilität des Sprachgebrauchs bei Aphasie. Lang, Frankfurt am Main/Bern/New York 1985, ISBN 3-8204-8535-X (zugleich Dissertation, Hamburg 1983).
- mit Harlan Lane (Hrsg.): Looking back. A reader on the history of deaf communities and their sign languages (= International studies on sign language and the communication of the deaf Band 30). Signum, Hamburg 1993, ISBN 3-927731-32-3.
  - mit Harlan Lane (Hrsg.): Blick zurück. Ein Reader zur Geschichte von Gehörlosengemeinschaften und ihren Gebärdensprachen (= International studies on sign language and the communication of the deaf Band 24). Signum, Hamburg 1993, ISBN 3-927731-47-1.
- mit Tomas Vollhaber (Hrsg.): Looking back. A reader on the history of deaf communities and their sign languages (= International studies on sign language and the communication of the deaf Band 33). Signum, Hamburg 1996, ISBN 3-927731-59-5.